# Ласло I
Владислав I або Ласло І (угор. I.László, словац. Ladislav I, 27 червня 1040 — 29 липня 1095) — король Угорщини з династії Арпадів з 27 квітня 1077 по 29 липня 1095 року, відомий також як Ласло І Святий. Один з найвідоміших королів Угорщини. Упродовж 1091—1095 років — фактичний правитель більшої частини Хорватії. Тесть Ярослава Святополковича.

## Біографічні відомості
Ласло був другим сином майбутнього короля Бели І та Рикси (Аделаїди), дочки польського короля Мешка ІІ. Народився в Польщі, куди втекла родина після невдалої змови проти першого короля Угорщини Стефана І (Іштвана І), здійсненої дідом Ласло, князем Василем (Вазулом). Мати назвала новонародженого Владиславом (угорська форма Ласло). Незабаром, завдяки великому пошануванню короля Ласло І, це ім'я набуло великої популярності в країні. 1060 року сили Бели І розбили короля Андраша І, і Бела І посів угорський трон. Його родина, зокрема старші принци Геза і Ласло, повернулися в Угорщину.
Після смерті Бели в 1063 році почалася громадянська війна між Шаламоном, сином Андраша І, що спирався на німецьку підтримку, та Гезою і Ласло, які заручилися допомогою Польщі. Через рік був підписаний мир, за яким брати визнали владу Шаламона, а він, в свою чергу, погоджувався з правлінням синів Бели в північних та східних землях королівства (так звана Tercia pars Regni, Третя частина королівства), де раніше правив їхній батько Бела І. Деякий час сторони дотримувалися умов договору, однак сутички відновилися 1074 року. Після розгрому війська Шаламона в битві біля Модьорода королем став Геза.
У часи правління Гези І (1074—1077) Ласло був одним з головних радників брата у боротьбі з Шаламоном, що не припинилася після його відсторонення.

## Правління
Ласло було проголошено королем після смерті Гези в 1077 році. 1078 року Ласло одружився з Аделаїдою, дочкою швабського правителя Рудольфа, серед інших мотивів цього шлюбу було і намагання позбавити Шаламона німецької підтримки. Досить швидко по тому Шаламон побачив безперспективність продовження боротьби і визнав Ласло королем.
У внутрішній політиці правління Ласло характеризувалося посиленням королівської влади та припиненням феодальних усобиць, які шматували довгий час країну. У королівстві за часів його правління запанував мир, що позитивно вплинуло на підйом економіки. Були прийняті важливі законодавчі акти, що стосувалися захисту приватної власності, введено суворе покарання за крадіжки та розбій. Король пильно відносився до зміцнення в країні позицій католицтва, заснував кілька нових єпархій та монастирів. Ласло підтримував папство в боротьбі за інвеституру, зокрема надавав допомогу своєму тестю Рудольфу Швабському проти імператора Генріха IV, принципового противника папи Григорія VII. 1083 року папа Григорій VII канонізував першого короля Угорщини Іштвана І та його сина Імре, що сприяло зростанню авторитету короля та усіх Арпадів.

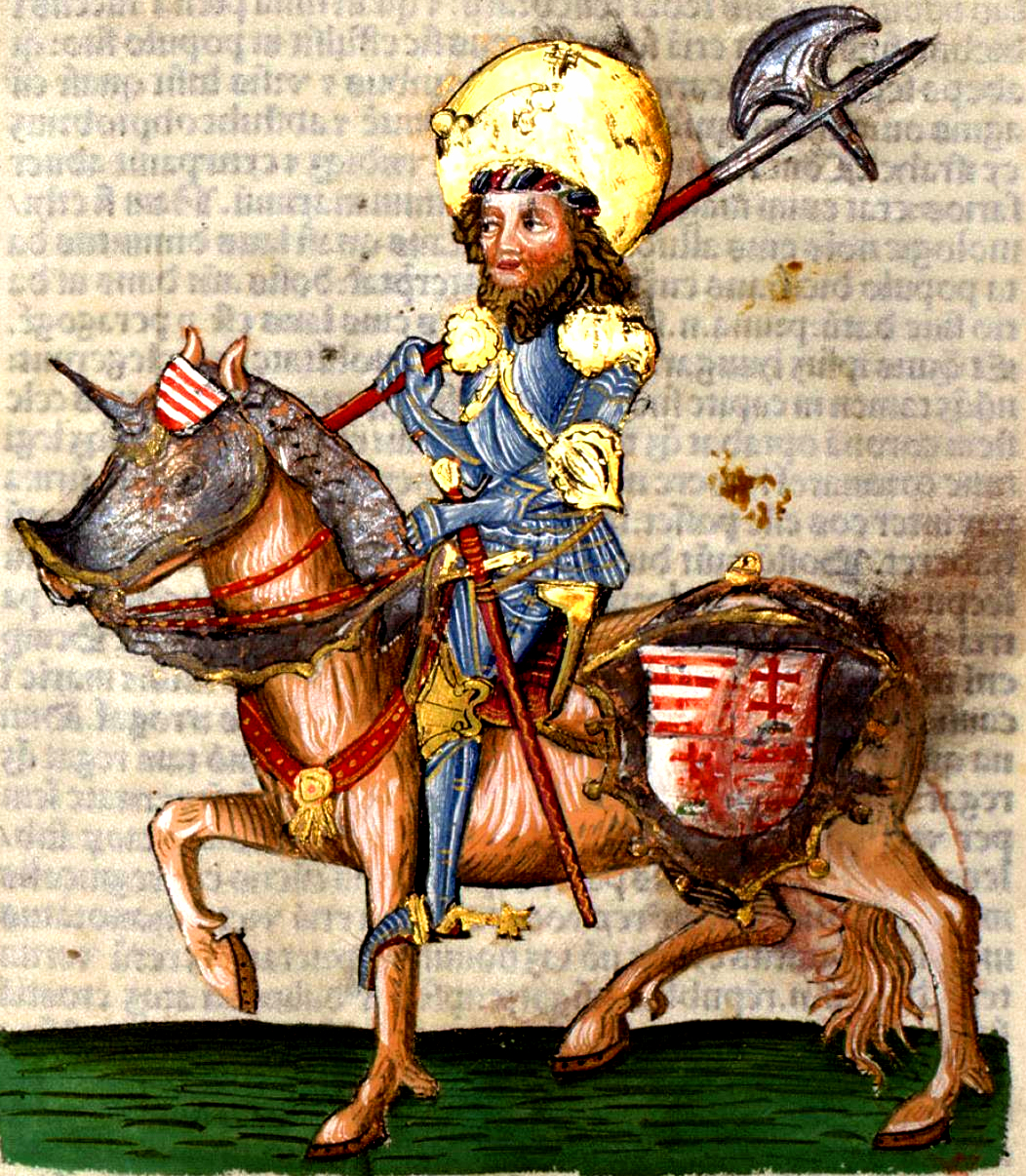
Зображення Ласло І з «Хроніки Хунгарорум»

1085 року Ласло успішно відбив напад печенігів.
Починаючи з 1089 року, коли у Хорватії помер король Дмитар Звонимир, угорське королівство надавало великого значення подіям у цій країні. Вдова Звонимира, Єлена, рідна сестра короля Ласло, провадила політику в інтересах брата, намагаючись досягти отримання ним хорватської корони. Хорватське дворянство, побоюючись втрати незалежності, вибрало королем старого Степана ІІ, який 1091 року помер. Того ж року померла і Єлена.
Оскільки династія хорватських королів Трпимировичів на цьому перервалася, Ласло завдяки своїй родинній близькості з Дмитаром Звонимиром оголосив про претензії на хорватський престол. Угорські війська ввійшли на землі сусідньої держави та незабаром повністю захопили Славонію й значну частину решти території Хорватії. Ці дії викликали сильне незадоволення Константинополя, що заручився підтримкою половців, останні на чолі із ханом Копульхом 1091 року напали на Угорщину та захопили східні терени королівства. Король Ласло на чолі війська розбив сили половців на берегах річки Темеш.
Не задовольнившись вигнанням половців, угорські війська продовжили наступ на Балканах і захопили область Срем і Белград, що до того знаходилися під контролем Візантії.
1092 року Ласло досить успішно проводив військові дії проти Теребовлянського князя Василька Ростиславича. Хоча справжня влада на території Хорватії належала йому, Ласло призначив королем свого племінника Альмоша. Хорватські можновладці не змирилися з фактичною ліквідацією незалежності королівства й 1093 року вибрали королем магната Петара Свачича, який почав війну з угорськими силами і зумів взяти під контроль частину країни.
Останні роки життя Ласло І були затьмарені постійними сварками щодо престолонаслідування. У самого короля не було синів, а дочка (церковне ім'я Ірина) стала дружиною імператора Візантії Іоанна ІІ, згодом була канонізована в православ'ї. Претендентами на престол були два племінники короля, сини Гези І, Кальман і Альмош.
Ласло І, чиї здатності полководця до того часу були високо шановані в Європі, розглядався як один з керівників І хрестового походу, й дав свою на це згоду, однак виступити в похід не встиг. 29 липня 1095 року Ласло помер в Нітранському князівстві, де готувався до воєнних дій проти чеського князя Бржетіслава ІІ. Поховали його в бенедиктинському абатстві Шомодьвар (на північ від Капошвара). Після його смерті почалася міжусобиця Альмоша та Кальмана, в результаті угорським королем став Кальман.

## Канонізація
Канонізований 27 червня 1192 року. Покровитель міста Чернігів.